# Церемония MTV Video Music Awards 2020
The 2020 MTV Video Music Awards — прошедшая 37-я церемония вручения наград, которая состоялась 30 августа 2020 года в Нью-Йорке. Лидерами по числу номинаций стали Леди Гага (9) и Ариана Гранде (9). В связи с пандемией COVID-19 премия прошла в новом формате. Многие выступления были записаны заранее, а сама церемония прошла без зрителей.

## Победители и номинанты
Список номинантов в большинстве категорий был опубликован 30 июля. Победители перечислены первыми и выделены жирным шрифтом.

### Видео года | Video of the Year
- The Weeknd — «Blinding Lights»
- Билли Айлиш — «Everything I Wanted»
- Эминем (при участии Juice WRLD) — «Godzilla»
- Фьючер (при участии Дрейка) — «Life Is Good»
- Леди Гага и Ариана Гранде — «Rain on Me»
- Тейлор Свифт — «The Man»

### Артист года | Artist of the Year
- Леди Гага
- Post Malone
- Джастин Бибер
- DaBaby
- Megan Thee Stallion
- The Weeknd

### Песня года | Song of the Year
- Леди Гага и Ариана Гранде — «Rain on Me»
- Doja Cat — «Say So»
- Билли Айлиш — «Everything I Wanted»
- Megan Thee Stallion — «Savage»
- Post Malone — «Circles»
- Roddy Ricch — «The Box»

### Лучший новый артист | PUSH Best New Artist
- Doja Cat
- Джек Харлоу
- Льюис Капальди
- Roddy Ricch
- Tate McRae
- Yungblud

### Лучшая совместная работа | Best Collaboration
- Леди Гага и Ариана Гранде — «Rain on Me»
- Ариана Гранде и Джастин Бибер — «Stuck with U»
- Black Eyed Peas (при участии J Balvin) — «Ritmo (Bad Boys For Life)»
- Эд Ширан (при участии Халида) — «Beautiful People»
- Фьючер (при участии Дрейка) — «Life Is Good»
- Karol G (при участии Ники Минаж) — «Tusa»

### Лучшее поп-видео | Best Pop
- BTS — «On»
- Холзи — «You Should Be Sad»
- Jonas Brothers — «What a Man Gotta Do»
- Джастин Бибер (при участии Quavo) — «Intentions»
- Леди Гага и Ариана Гранде — «Rain on Me»
- Тейлор Свифт — «Lover»

### Лучшее хип-хоп видео | Best Hip Hop
- Megan Thee Stallion — «Savage»
- DaBaby — «Bop»
- Эминем (при участии Juice WRLD) — «Godzilla»
- Фьючер (при участии Дрейка) — «Life Is Good»
- Roddy Ricch — «The Box»
- Трэвис Скотт — «Highest in the Room»

### Лучшее R&B видео | Best R&B
- The Weeknd — «Blinding Lights»
- Алиша Киз — «Underdog»
- Chloe x Halle — «Do It»
- H.E.R. (при участии YG) — «Slide»
- Халид (при участии Summer Walker) — «Eleven»
- Лиззо — «Cuz I Love You»

### Лучшее К-поп видео | Best K-pop
- BTS — «On»
- EXO — «Obsession»
- (G)I-DLE — «Oh My God»
- Monsta X — «Someone’s Someone»
- Red Velvet — «Psycho»
- Tomorrow X Together — «9 and Three Quarters (Run Away)»

### Лучшее латинское видео | Best Latin
- Малума (при участии J Balvin) — «Qué Pena»
- Anuel AA (при участии Daddy Yankee, Ozuna, Karol G и J Balvin) — «China»
- Bad Bunny — «Yo Perreo Sola»
- Black Eyed Peas (при участии Ozuna и J. Rey Soul) — «Mamacita»
- J Balvin — «Amarillo»
- Karol G (при участии Ники Минаж) — «Tusa»

### Лучшее рок-видео | Best Rock
- Coldplay — «Orphans»
- Blink-182 — «Happy Days»
- Evanescence — «Wasted On You»
- Fall Out Boy (при участии Wyclef Jean) — «Dear Future Self (Hands Up)»
- Green Day — «Oh Yeah!»
- The Killers — «Caution»

### Лучшее альтернативное видео | Best Alternative
- Machine Gun Kelly — «Bloody Valentine»
- Лана Дель Рей — «Doin’ Time»
- Finneas — «Let’s Fall in Love for the Night»
- All Time Low — «Some Kind Of Disaster»
- The 1975 — «If You’re Too Shy (Let Me Know)»
- Twenty One Pilots — «Level of Concern»

### Лучшее музыкальное видео из дома | Best Music Video From Home
- Ариана Гранде и Джастин Бибер — «Stuck with U»
- 5 Seconds of Summer — «Wildflower»
- Blink-182 — «Happy Days»
- Дрейк — «Toosie Slide»
- Джон Ледженд — «Bigger Love»
- Twenty One Pilots — «Level of Concern»

### Лучшее карантинное выступление | Best Quarantine Performance
- CNCO — MTV Unplugged At Home
- Chloe x Halle — «Do It», MTV Prom-Athon
- DJ D-Nice — Club MTV Presents: #DanceTogether
- Джон Ледженд — серия концертов #TogetherAtHome
- Леди Гага — «Smile», One World: Together At Home
- Post Malone — Nirvana Tribute

### Video For Good
- H.E.R. — «I Can’t Breathe»
- Anderson .Paak— «Lockdown»
- Билли Айлиш — «All the Good Girls Go to Hell»
- Деми Ловато — «I Love Me»
- Lil Baby — «The Bigger Picture»
- Тейлор Свифт — «The Man»

### Лучшая группа | Best Group
- BTS
- 5 Seconds of Summer
- The 1975
- BLACKPINK
- Chloe x Halle
- CNCO
- Little Mix
- Monsta X
- Now United
- Twenty One Pilots

### Песня лета | Song of Summer
- BLACKPINK — «How You Like That»
- Карди Би (при участии Megan Thee Stallion) — «WAP»
- DaBaby (при участии Roddy Ricch) — «Rockstar»
- DJ Khaled (при участии Дрейка) — «Popstar»
- Doja Cat — «Say So»
- Дуа Липа — «Break My Heart»
- Гарри Стайлз — «Watermelon Sugar»
- Джек Харлоу — «Whats Poppin»
- Lil Baby (при участии 42 Dugg) — «We Paid»
- Megan Thee Stallion (при участии Бейонсе) — «Savage» (ремикс)
- Майли Сайрус — «Midnight Sky»
- Pop Smoke (при участии 50 Cent и Roddy Ricch) — «The Woo»
- SAINt JHN — «Roses»
- Saweetie — «Tap In»
- Тейлор Свифт — «Cardigan»
- The Weeknd — «Blinding Lights»

### Лучшая режиссура | Best Direction
- Тейлор Свифт — «The Man» (режиссёр — Тейлор Свифт)
- Билли Айлиш — «Xanny» (режиссёр — Билли Айлиш)
- Doja Cat — «Say So» (режиссёр — Ханна Люкс Дэвис)
- Дуа Липа — «Don’t Start Now» (режиссёр — Nabil)
- Гарри Стайлз — «Adore You» (режиссёр — Dave Meyers)
- The Weeknd — «Blinding Lights» (режиссёр — Anton Tammi)

### Лучшая художественная работа | Best Art Direction
- Майли Сайрус — «Mother’s Daughter» (художник-постановщик — Christian Stone)
- A$AP Rocky — «Babushka Boi» (художники-постановщики — A$AP Rocky и Nadia Lee Cohen)
- Дуа Липа — «Physical» (художник-постановщик — Anna Colomer Nogué)
- Гарри Стайлз — «Adore You» (художник-постановщик — Laura Ellis Cricks)
- Селена Гомес — «Boyfriend» (художник-постановщик — Tatiana Van Sauter)
- Тейлор Свифт — «Lover» (художник-постановщик — Kurt Gefke)

### Лучшая хореография | Best Choreography
- BTS — «On» (хореографы — The Lab, Son Sung Deuk)
- CNCO и Натти Наташа — «Honey Boo» (хореограф — Kyle Hanagami)
- DaBaby — «BOP» (хореографы — Dani Leigh и Cherry)
- Дуа Липа — «Physical» (хореограф — Charm La’Donna)
- Леди Гага и Ариана Гранде — «Rain On Me» (хореограф — Richy Jackson)
- Normani — «Motivation» (хореограф — Sean Bankhead)

### Лучшая операторская работа | Best Cinematography
- Леди Гага и Ариана Гранде — «Rain on Me» (оператор — Michael Merriman)
- 5 Seconds of Summer — «Old Me» (оператор — Kieran Fowler)
- Камила Кабельо (при участии DaBaby) — «My Oh My» (оператор — Scott Cunningham)
- Билли Айлиш — «All the Good Girls Go to Hell» (оператор — Christopher Probst)
- Кэти Перри — «Harleys In Hawaii» (оператор — Arnau Valls)
- The Weeknd — «Blinding Lights» (оператор — Oliver Millar)

### Лучший монтаж | Best Editing
- Майли Сайрус — «Mother’s Daughter» (монтаж — Alexandre Moors и Nuno Xico)
- Холзи — «Graveyard» (монтаж — Emilie Aubry, Janne Vartia и Tim Montana)
- James Blake — «Can’t Believe the Way We Flow» (монтаж — Frank Lebon)
- Лиззо — «Good As Hell» (монтаж — Russell Santos и Sofia Kerpan)
- Росалия — «A Palé» (монтаж — Andre Jones)
- The Weeknd — «Blinding Lights» (монтаж — Janne Vartia и Tim Montana)

### Лучшие визуальные эффекты | Best Visual Effects
- Дуа Липа — «Physical» (эффекты — EIGHTY4 и Mathematic)
- Билли Айлиш — «All the Good Girls Go to Hell» (эффекты — Drive Studios)
- Деми Ловато — «I Love Me» (эффекты — Hoody FX)
- Гарри Стайлз — «Adore You» (эффекты — Mathematic)
- Леди Гага и Ариана Гранде — «Rain On Me» (эффекты — Ingenuity Studios)
- Трэвис Скотт — «Highest in the Room» (эффекты — ARTJAIL, SCISSOR FILMS и FRENDER)

### Повседневные герои: медработники линии фронта | Everyday Heroes: Frontline Medical Workers
- Dr. Nate Wood — «Lean On Me»
- Dr. Elvis Franccois и Dr. William Robinson — «Imagine»
- Jason «Tik Tok Doc» Campbell
- Jefferson University Hospital’s Swab Squad — «Level Up»
- Lori Marie Key — «Amazing Grace»

### MTV Tricon Award
- Леди Гага